# Rio White (Indiana)
O rio White é um afluente do Rio Wabash que corre integralmente pelo estado de Indiana. Tem dois trechos que se juntam perto da foz, conhecidos por "West Fork" e "East Fork".

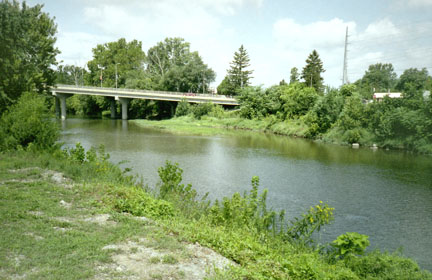
O West Fork do rio White em Anderson.

O West Fork tem 439 km, nascendo no condado de Winchester em 40° 5'28.87"N, 84° 56'46.84"W em Washington Township . Passa por Muncie, Anderson e Indianápolis.
O East Fork nasce em Columbus na confluência dos rios Driftwood e Flatrock. Tem 261 km.
O trecho comum do White tem apenas 72 km entre os condados de Gibson e Knox antes de desaguar no rio Wabash perto da cidade de Mount Carmel (Illinois), do outro lado do Wabash. A bacia total do rio White tem área de 14 882 km².
Em 1997, o rio White foi listado como um dos mais ameaçdos rios dos Estados Unidos, devido à intensa poluição, causada por uso de pesticidas e herbicidas e aos esgotos urbanos, sendo frequentes os episódios de desastres ambientais.